# Трутовка

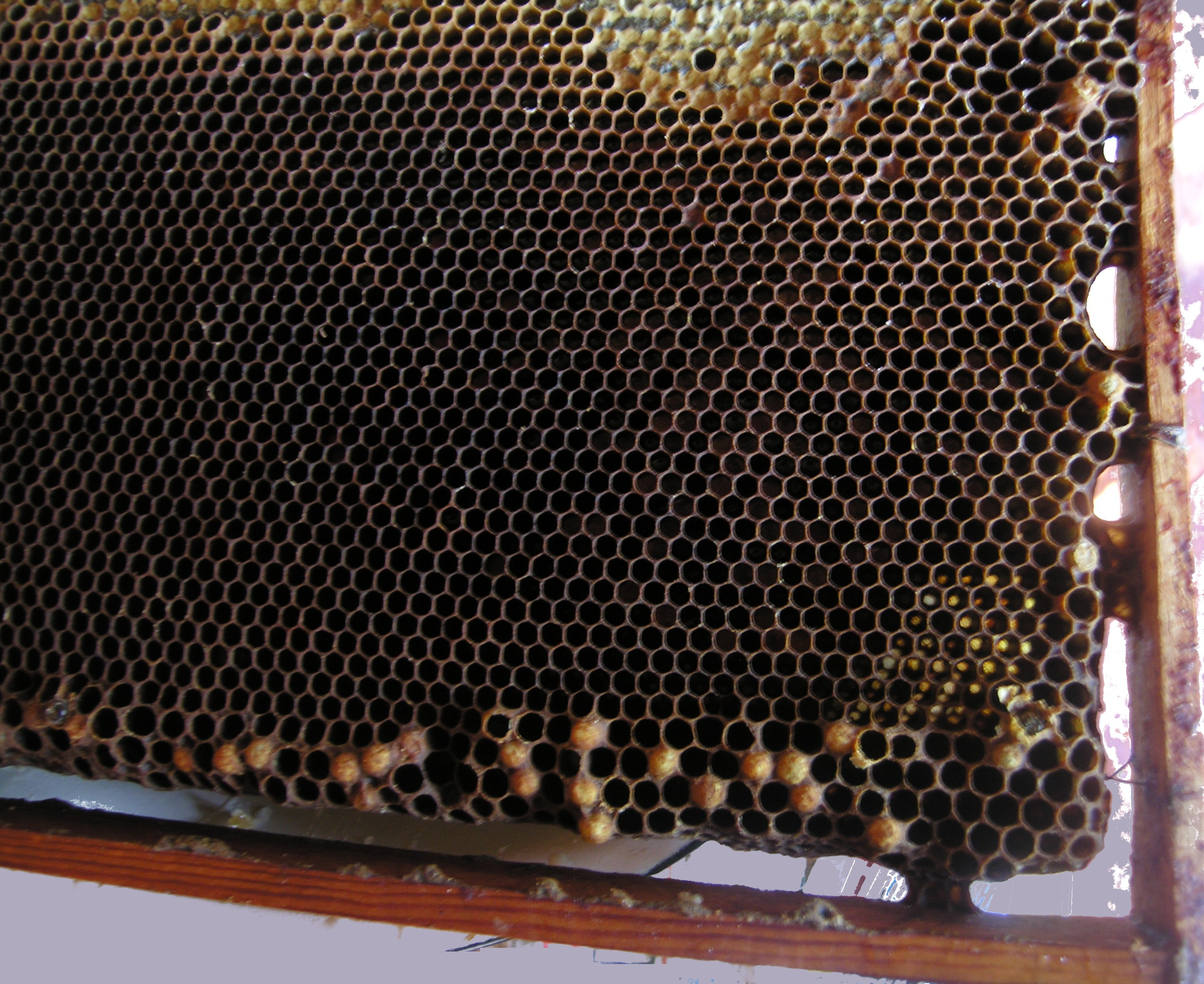
Трутнёвый расплод (снизу)

Труто́вка — рабочая пчела, откладывающая яйца.
Как известно, рабочие пчёлы представляют собой самок с недоразвитыми половыми органами и поэтому неспособны откладывать яйца. Однако иногда они начинают откладывать неоплодотворённые яйца, из которых развиваются трутни. Это случается в таких роях, которые оставались долгое время без матки или имеют очень старую матку.
По внешнему виду трутовку нельзя отличить от рабочей пчелы, из внутренних же органов число яйцевых трубочек, в которых развиваются яйца, может доходить до 12.
Трутовки откладывают яйца неправильно, иногда по несколько яиц в одну ячейку или пропуская много ячеек и не разбирая трутневых и пчелиных. Иногда пчёлы в таких роях начинают относиться к трутовке как к матке.
Появление трутовки свидетельствует о необходимости новой матки. К рою, где находится трутовка, подсаживают другой небольшой рой с маткой, и пчёлы этого роя убивают трутовку. Кроме того, можно улей с трутовкой и другими пчёлами отнести на расстояние 1-2 километров и высыпать всех пчёл, рабочие пчёлы вернутся домой, а трутовка дороги не найдёт. После чего можно подсадить матку, либо просто поставить в улей рамку с яйцами от нормальной матки, из одного из которых пчёлы выкормят себе новую матку.